# Centro histórico de Almería
 (España)
El casco histórico de Almería, en su configuración actual, se justifica por la influencia que han venido teniendo los factores geográficos, demográficos, socioeconómicos y políticos en la historia de la ciudad. La zona afectada por la declaración como Bien de Interés Cultural del conjunto histórico de Almería comprende las parcelas, inmuebles, elementos y espacios públicos y privados, incluidos dentro de la línea trazada sobre la planimetría que toma como base el catastral elaborado para la revisión del Plan General de Ordenación y que figura como anexo en la legislación que ampara la protección de este bien patrimonial.
En noviembre del año 1995 se creó la asociación de vecinos Casco Histórico, integrada en la actualidad por más de trescientos vecinos, con el objetivo de revitalizar el casco histórico de la ciudad en el ámbito patrimonial, medioambiental, cultural y social. La sede de la Asociación está ubicada en la calle Almedina, 16. Es una de las Asociaciones más activas y con más presencia en la capital almeriense.

## Historia

### Prehistoria y Edad Antigua
Los primeros vestigios de ocupación se remontan a algunas evidencias materiales de época prehistórica, aunque las últimas investigaciones no han confirmado definitivos datos al respecto. Por el contrario, los trabajos arqueológicos desarrollados en el sector sur de la ciudad sí han documentado una ocupación romana, correspondiente a los primeros siglos de nuestra era.
Futuras labores de investigación determinarán el potencial de la Almería romana y su posible relación con el Portus-Magnus de Ptolomeo (II, 4-2).

### Edad Media
La abundancia de cultura material tardorromana contrasta con la escasez de elementos visigodos, detectándose con cierta claridad la presencia de materiales emirales que dan paso a la fundación de la Medina bajo el mandato de Abderramán III (955-956). 
El desarrollo urbano de la Almería califal culmina con la Taifa de Almería. El comercio y la manufactura de la seda hacen de la ciudad uno de los más importantes emporios de Occidente. El siglo XI coincide con el de mayor esplendor de la urbe. Los almorávides terminaron de ver florecer la ciudad. Tras ello aparece la decadencia propia de una ciudad en regresión que culmina entrando a formar parte de la órbita de la Granada nazarí.
El urbanismo de la ciudad árabe es conocida gracias a los restos de murallas y al resultado de las últimas investigaciones arqueológicas.
En el orden formal, la ciudad hispano-árabe es un fenómeno francamente homogéneo. Su estructura indiferenciada está formada por un núcleo central configurado por una red de densas callejuelas estrechas. En cada una de las cuales o en un conjunto de ellas se alojaban los gremios, ubicándose las actividades económicas según las necesidades funcionales de cada oficio o profesión. Las calles de más envergadura conducen desde las puertas de la muralla a este núcleo central. El resto lo componen los barrios residenciales, que se extienden hasta la cerca y que se componen fundamentalmente a partir de la unión de viviendas según la voluntad de las familias.
En este contexto, los barrios surgirán paulatinamente y pueden ser agrupados de la siguiente forma:
- Barrio de la Al-Medina, localizado en las ramblas de Gorman, de la Chanca, la Alcazaba y el mar. Ocupaba una extensión de 19 Ha, y a medida que se fue colmatando aparecieron extramuros nuevos arrabales. A lo largo de la historia de la ciudad existe una permanencia constante de su calle principal (hoy calle Almedina), que discurría desde la mezquita aljama hasta la Puerta de la Imagen de la que partía el camino de Pechina.
- El barrio de Rabad-al-Hawd o del Aljibe, situado al suroeste del barrio de la Almedina. Con una superficie de 8'65 Ha estaba atravesado por el barrio de la Chanca. En el siglo XII era el centro comercial de la ciudad, debido a la cercanía del puerto y de la mezquita aljama.
- El barrio de Al-Musalla, de una extensión de 46,2 ha. Con la caída del Califato y su escisión en pequeños reinos, Almería adquiere cierta autonomía y se amplían las defensas (1012-1018) para proteger el barrio que había surgido hacia levante a raíz del aumento demográfico, siendo la actual calle de las Tiendas su principal travesía.

### Edad Moderna

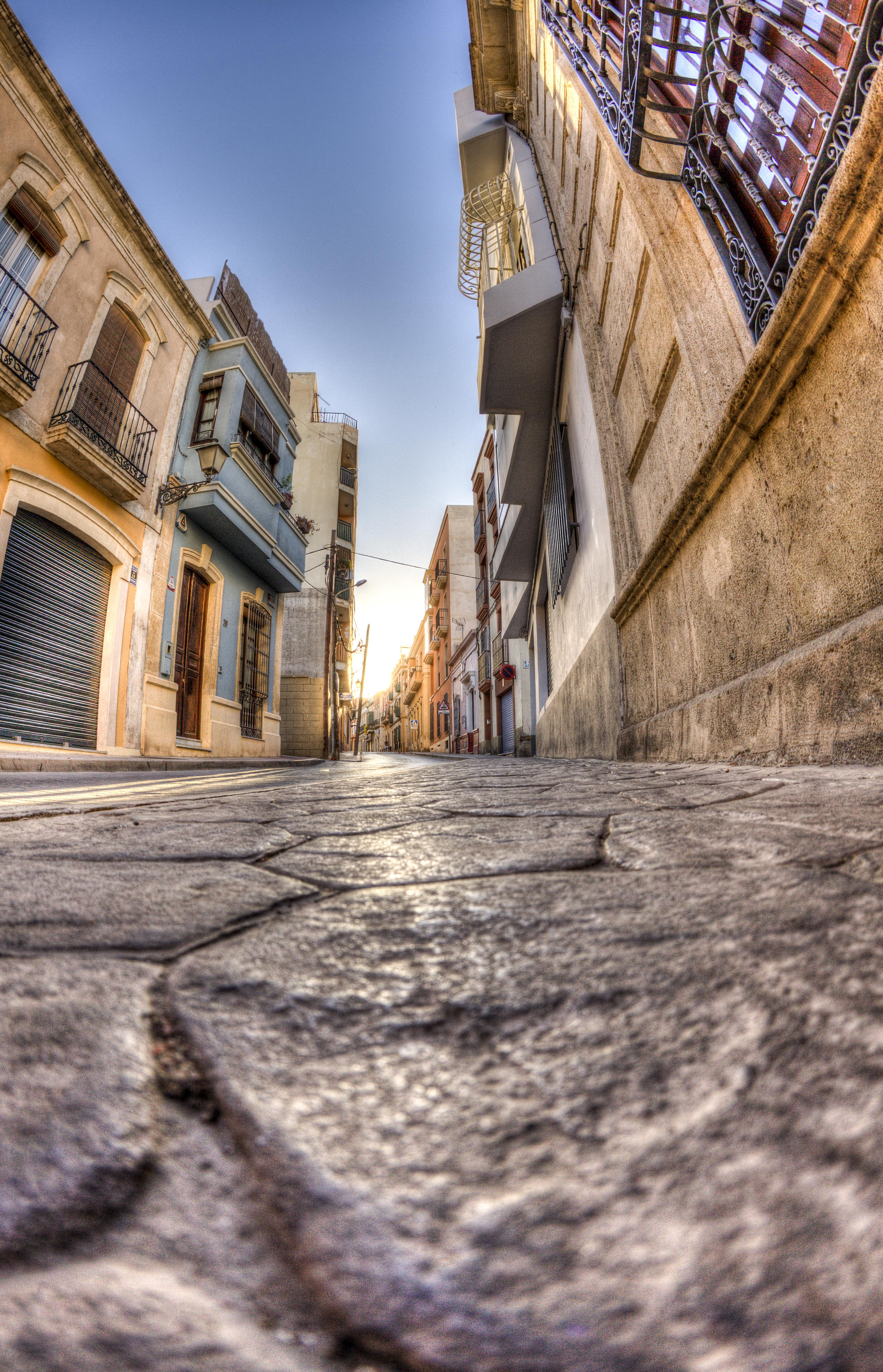

En septiembre de 1522 un terremoto arrasa la ciudad musulmana, lo que origina su transmutación. Como consecuencia, los pobladores cristianos reconstruyen la ciudad a su modo en los otros ochenta años de la centuria. 
De 1522 a 1600 la ciudad tomó otro aspecto. La Almedina desaparece casi por completo y su solar se cubre de escombros y huertas; solamente quedan unas casas alineadas junto a la calle principal, entre ellas el edificio del Ayuntamiento y la Iglesia de San Juan (antigua Mezquita Aljama o Mayor). La ciudad se condensa entre la calle Queipo de Llano y la muralla del paseo en torno a dos vías principales, la calle Real y la de Las Tiendas. La estrechez de las calles no se debe a la influencia musulmana, sino a la falta de espacio. 
Este problema, planteado en la primera mitad del siglo XVI, quedó nuevamente patente durante el siglo XVII y fue definitivamente resuelto en el siglo XIX.
A mediados del siglo XVII se abandona la Almedina. Las Casas Consistoriales se trasladan a la plaza Vieja y se suprime la parroquia de San Juan. Priva la expansión extramuros por levante y se abandona la zona de poniente.
Con el siglo XVIII se inicia intramuros una balbuceante reforma urbana. Al principio de la centuria se construye el nuevo convento de Santo Domingo (Escuela de Artes) y al final el de San Francisco en la plaza de Sartorius. 

### Edad Contemporánea

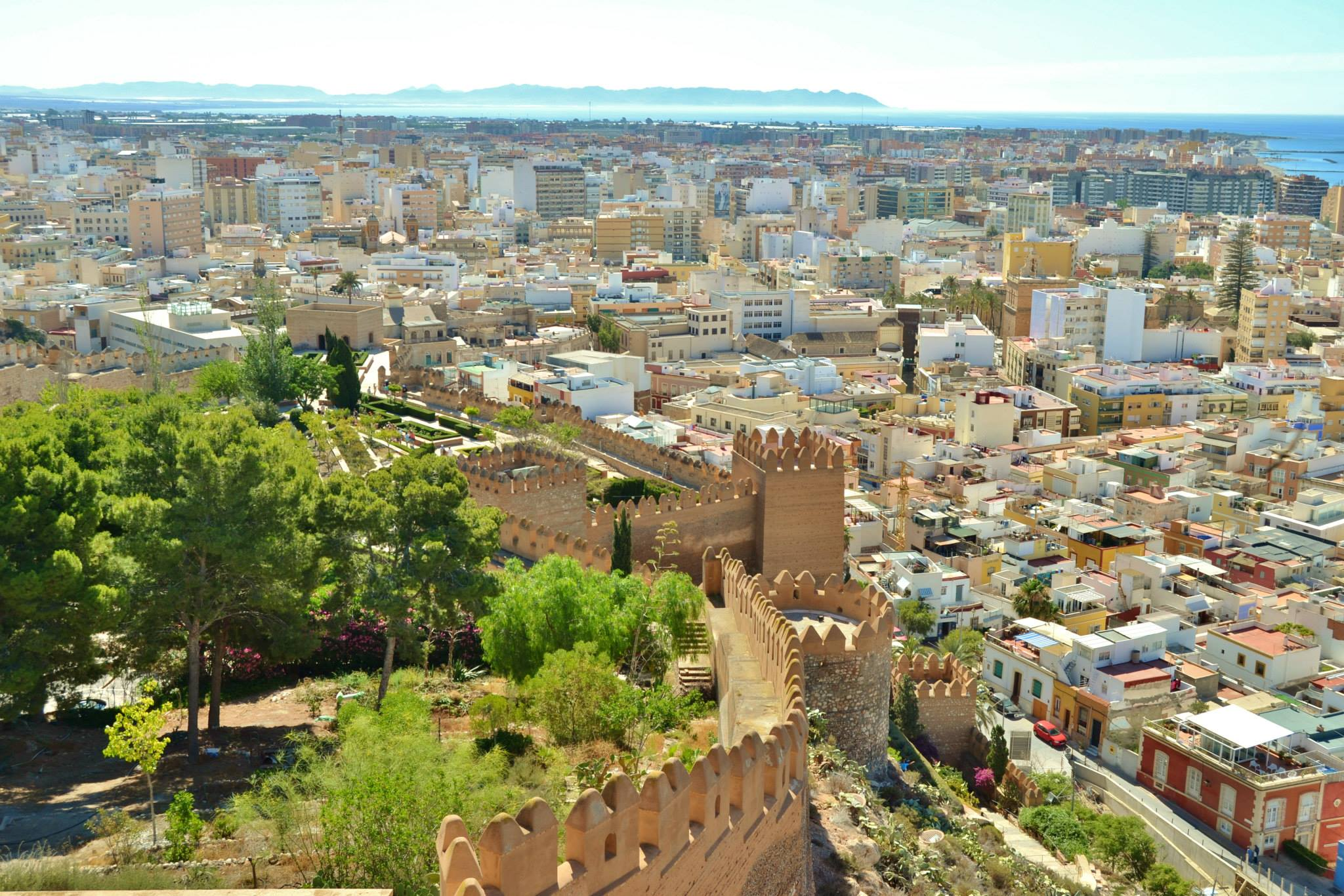

El neoclasicismo, sobre todo en sus primeros momentos, aparece asociado a las edificaciones levantadas por las instituciones religiosas.
La arquitectura doméstica, por su parte, aporta construcciones de cierto rango asociadas a la aristocracia o alta burguesía, que todavía conserva elementos de tradición barroca, pero evolucionando rápidamente y llegando a configurar una tipología arquitectónica de fuerte clasicismo, que ocupa los últimos años del siglo y las primeras décadas del XIX.
El crecimiento demográfico a lo largo del XVIII y principios del XIX será una de las claves del crecimiento urbano. En este momento los profundos cambios socioeconómicos dan lugar a una modificación de la estructura urbana.
Aparecerá una nueva ciudad conventual, con una red viaria estrecha y tortuosa y un recinto murado que estrangula cualquier intento de crecimiento y que da lugar con la desamortización a un nuevo concepto de ciudad del nuevo estado burgués. Se intentará adecuar el trazado viario del casco antiguo a las nuevas necesidades del comercio, el tránsito, la higiene y la seguridad pública, creando la primera normativa tendente a controlar el desarrollo urbano. Se derriban murallas, pavimentan calles, realizan jardines y, en general, se mejoran los servicios.
En la primera mitad del siglo XIX comienza la construcción del barrio Nuevo, que tiene como eje la calle Regocijos, del barrio de las Cruces, entre la rambla de Alfareros y el camino de Granada, y se repuebla la Almedina hasta la calle San Juan. Se procura resolver el problema de los cementerios con la construcción del de Belén y extramuros se abren paseos bordeados con álamos. Con el derribo de las murallas y con el trazado del eje del paseo nace la Almería moderna.
El historicismo, representado en este período por una etapa más 
unitaria y rigurosa que el neoclacisismo, empieza a cobrar importancia en todo tipo de edificaciones.

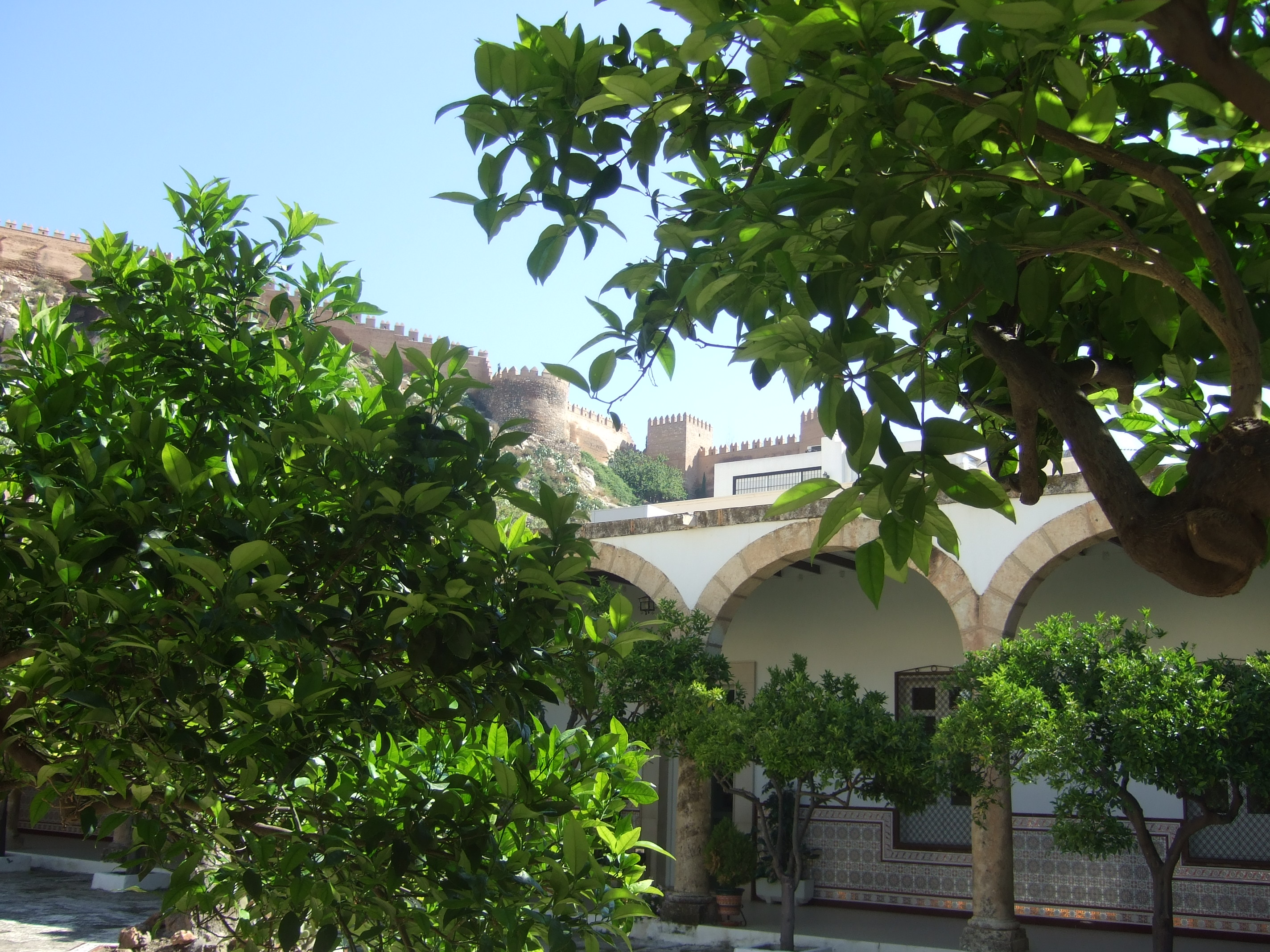

La nueva normativa acaba por configurar de forma definitiva una tipología arquitectónica de fuerte carga clasicista, que se desarrolla desde entonces hasta, aproximadamente, 1860. La aparición de una tipología de vivienda muy definida, que de una parte recoge ciertas tradiciones locales y de otra se extiende progresivamente a toda la población, dará a Almería una extraordinaria unidad arquitectónica, convirtiéndola en una de las ciudades más interesantes del siglo XIX.
El derribo de las murallas a partir de 1855 marca el arranque de una nueva fase en el desarrollo urbano de Almería, que se prolonga hasta finales del siglo XIX. Esta expansión urbana se desarrolla a través de una doble vertiente: Los ensanches y la expansión interna. Se produce así el ensanche burgués hacia el levante, lo que hace paulatinamente desaparecer barrios populares como fueron la puerta del Sol y Pescadores.
Como contrapartida, pronto aparece un ensanche destinado a residencia de las clases más bajas de la población: El de poniente, al otro extremo de la ciudad, en una zona próxima a las instalaciones industriales y portuarias.
Hasta comienzos del siglo XX no se materializa un plan general de ensanches, lo que provoca una expansión urbana fragmentaria espacial y temporalmente. El ensanche, en este sentido, aparece como la suma de grupos de calles que, teniendo cada uno en sí una lógica compositiva, están más o menos desajustados en relación con los demás.
El desarrollo urbano de la ciudad burguesa decimonónica cambia de sentido al iniciarse el siglo XX. Aparecen dos proyectos que muestran un profundo cambio en la manera de enfrentarse al problema urbano: El plan general de ensanche por el este y el anteproyecto de tres grandes vías atravesando el casco antiguo de la población, proyectos que se ven dos años después contemplados por las nuevas ordenanzas municipales.
Este quebranto de los planteamientos urbanos se manifiesta en la variedad de estilos arquitectónicos que se suceden en las construcciones de la época. El historicismo entra en crisis nada más comenzar el siglo. El modernismo, que no llega a arraigar, da paso a una serie de tendencias nacionalistas, que centran su mirada en los estilos arquitectónicos del más glorioso pasado español. El neorrenacimiento, el neoplateresco, el neobarroco, entre otros, constituyen ejemplos de esta nueva situación. 
En los años de la II República se difunde la arquitectura racionalista con su profundo carácter antihistórico y ornamental. Se cierra así el ciclo del historicismo, estilo que renovó la faz arquitectónica de Almería confiriéndole una extraordinaria personalidad.
En la década de los cuarenta, el Plan Prieto Moreno ordena el futuro ensanche, zonifica el suelo para las actuaciones en el mismo y plantea unas intervenciones en el casco histórico, de las cuales la más radical es la llamada Gran Vía Diagonal. Esta debía unir la Puerta de Purchena con el barrio de Pescadería, facilitando el acceso a la Alcazaba.
La segunda mitad del siglo, con la reactivación económica, representa una etapa de recesión urbanística.
El Plan General de 1973, además de legalizar la situación anterior, trata de restringir tímidamente la densidad de la edificación y la ocupación del suelo.
En 1987 se aprueba el nuevo Plan General de Ordenación Urbana, que trata de ser más respetuoso con el casco histórico. En este sentido, se proponen rehabilitaciones emblemáticas, entre las que destacan el Paseo Marítimo y la Rambla de Belén.
En la actualidad, la revisión el Plan General de Ordenación Urbana, que contempla normativa para la protección del conjunto histórico, se encuentra aprobada definitivamente.

## Barrios islámicos
El centro histórico de Almería está compuesto por los tres barrios originales de la ciudad: 

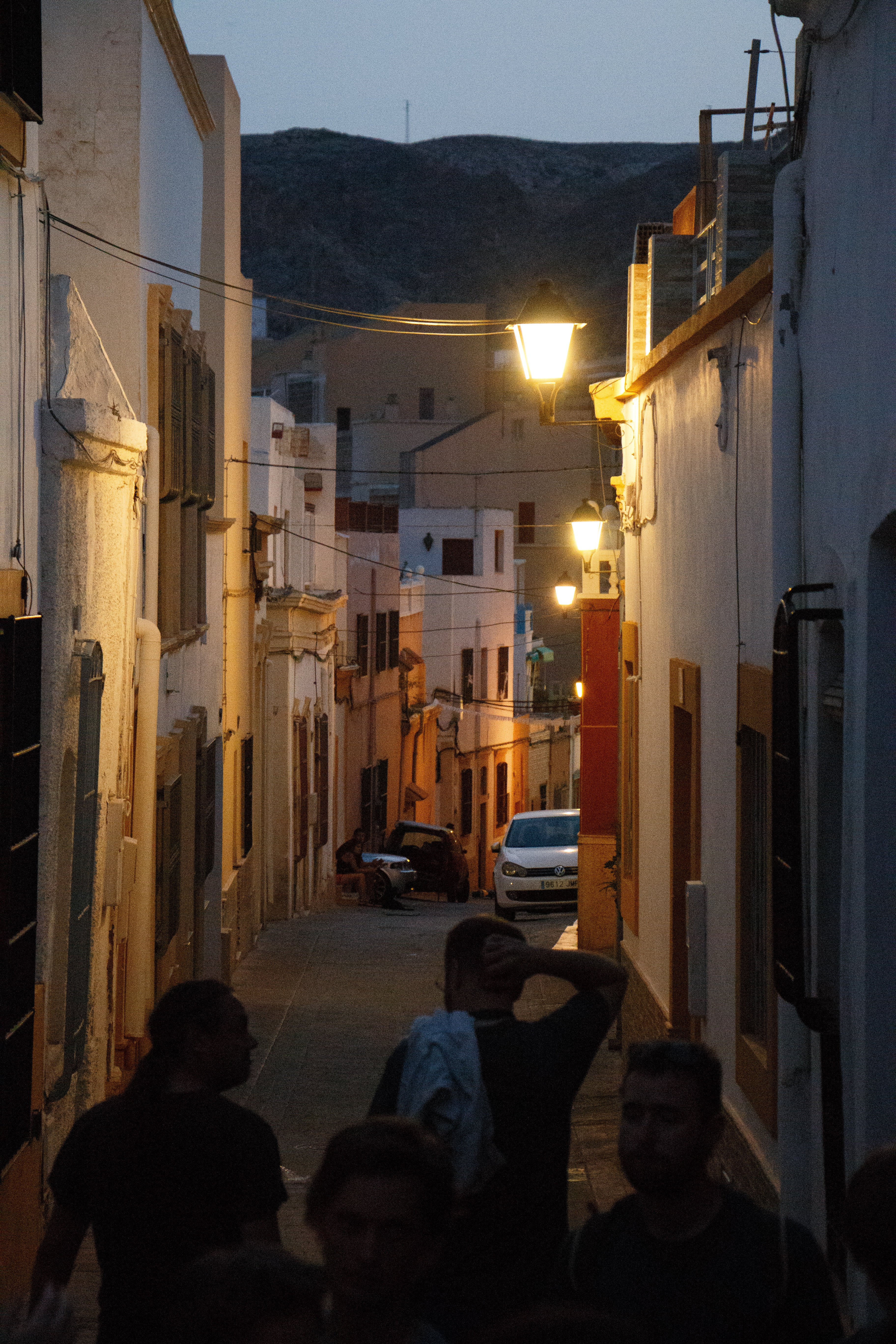

### Almedina
Este barrio es considerado como el original de la ciudad califal durante su fundación en el siglo X por Abderramán III. Surgió como asentamiento en la fachada sur del monte donde se ubicaba una atalaya defensiva de la costa de la antigua Cora de Bayyana, en las estribaciones orientales de la sierra de Gádor, desde donde se controlaba toda la bahía de Almería. Esta población andalusí se erigió sobre un antiguo asentamiento romano amurallado cuyos restos se han descubierto recientemente. Con el tiempo, esta población andalusí llamada Almariyyat Bayyana (la atalaya de Bayyana) dependiente de la capital de la cora, Bayyana (hoy Pechina) fue creciendo y desarrollándose como puerto comercial de creciente relevancia, tanto que en el año 955 d. C. el califa cordobés Abd el-Rahman III la convirtió en capital de la Cora otorgándole el título de Madinat Almariyyat ('Ciudad de Almería') y mandando construir sobre la anterior atalaya una Alcazaba con una ciudadela con aljibes y un recinto de palacios. Asimismo mandó amurallar la ciudad y en el centro de la Medina ordenó construir la Mezquita Aljama a imagen de la mezquita de la capital del califato, Córdoba, además de unas potentes atarazanas donde se llegó a construir la principal flota de barcos de Al-Ándalus. La medina fue creciendo en extensión y población llegando a ser la tercera más habitada de toda Al-Ándalus por detrás de Córdoba y Toledo. Se convirtió en la ciudad más próspera y cosmopolita y el principal puerto comercial desde donde se controlaban las grandes rutas comerciales del Mediterráneo. Desde su puerto se exportaban a Oriente especias y tejidos, especialmente la seda, que se elaboraban en los más de 800 telares de Almería. La ciudad creció tanto que, debido a la falta de espacio en intramuros, surgieron arrabales a ambos lados de las murallas creándose los otros dos barrios históricos de Almariyyat: en el oeste, al otro lado de la muralla que bajaba por la rambla del mar, hoy avenida del Mar, creció el arrabal de Al Hawad (el Aljibe) -hoy Pescadería la Chanca- y en el este, al otro lado de la muralla que bajaba por la actual calle de La Reina, Al Musalla -el oratorio- convertido tras la conquista de los Reyes Católicos hasta en hoy la zona conventual y centro de la ciudad.
Los límites actuales de la antigua Medina, barrio original de la ciudad califal, comprenden desde la Alcazaba por el norte, hasta el parque Nicolás Salmerón por el sur, y desde la avenida del Mar en el oeste, hasta la calle de la Reina en el este. En la Medina actualmente existen diferentes zonas: Reducto-San Antón, plaza de Pavía, Almedina, Alcazaba y parque Nicolás Salmerón. En el centro de La Medina se encuentra la iglesia de San Juan Evangelista, que ocupa una pequeña área de la antigua mezquita aljama y primera catedral de la Encarnación, también llamada catedral de la Almedina o catedral Vieja, y donde se conservan restos como el muro de la qibla y el mihrab. Junto dicha iglesia se encuentra el cuartel de la Misericordia cuyo patio de los naranjos se sitúa justo encima del patio de los naranjos de la antigua mezquita aljama y su fuente de abluciones. En las inmediaciones de la actual ermita de San Antón se levantaba el minarete de la mezquita y posterior campanario de la primera catedral. Al este de la actual iglesia de San Juan se extiende la zona de la Almedina con calles estrechas e intrincadas de entramado urbanístico típico árabe y en cuya calle principal, la Almedina, se situaban en época andalusí los principales edificios administrativos de Almariyyat. Al sur de la Almedina se encuentra la zona del parque Nicolás Salmerón, donde en época andalusí se ubicaba la alcaicería, la alhóndiga y se construyeron las atarazanas (hoy desaparecidas) que dieron lugar a la mayor flota de barcos andalusíes cuya base permanente fue el puerto almeriense. La zona del Reducto y plaza de Pavía fue destruida y despoblada debido a grandes terremotos (especialmente el de 1522) y pestes que asolaron la ciudad en diversas ocasiones hasta que, a finales del siglo XIX y principios del siglo XX fue nuevamente urbanizada con las tradicionales casas obreras de puerta y ventana, muchas de las cuales fueron sustituidas por bloques de pisos a partir de los años 70, convirtiéndose en un populoso barrio en torno al mercado de la plaza de Pavía, uno de los mercados de abastos más concurridos de la ciudad.

### Al Musalla
Surge en torno al siglo XI como arrabal extramuros al este de la Medina musulmana y zona de expansión agrícola de la ciudad. Debido al aumento de la población de la Almería califal, se desarrolló como zona residencial y para la protección de su población fue también enteramente amurallado. En él se encontraba el zoco, donde actualmente se encuentra la plaza de la Constitución, los aljibes de la ciudad o aljibes de Jayran, numerosas mezquitas, alfares, el camino de Bayyana, una segunda judería (en la zona actual de la calle de Las Tiendas, antiguo camino de Bayyana) y tenerías.
Con la toma de la ciudad por los Reyes Católicos (1489) y especialmente tras el gran terremoto de 1522, la Musalla se convirtió en el epicentro de una ciudad fuertemente clerical, donde se construyeron numerosos conventos e iglesias donde antes había mezquitas; incluso se abandonó la primera catedral de la Medina, muy dañada por el terremoto, y se construyó la actual Catedral-Fortaleza de la Encarnación y el palacio episcopal en el centro de la Musalla. Asimismo, se construyó el Real Hospital de Santa María Magdalena en torno a la puerta del mar de la muralla sur. La Musalla se convirtió así, a partir de la conquista de los Reyes Católicos, en el centro de la vida religiosa, civil y política de la ciudad. Hoy en día se considera a esta zona germen de la Almería burguesa que surgiría con el derribo de las murallas y la construcción del ensanche en el entorno del actual paseo de Almería y la Puerta de Purchena, consideradas las zonas más céntricas y comerciales de la ciudad. 
Los límites actuales de la antigua Musalla, hoy llamada "Almería Conventual" y "Zona Centro" ocupan desde la calle de la Reina (límite oeste con La Almedina) hasta la Rambla de Belén (avenida de Federico García Lorca) al este; y desde el cerro de San Cristóbal (al norte) hasta el parque de Nicolás Salmerón y el puerto, al sur. 

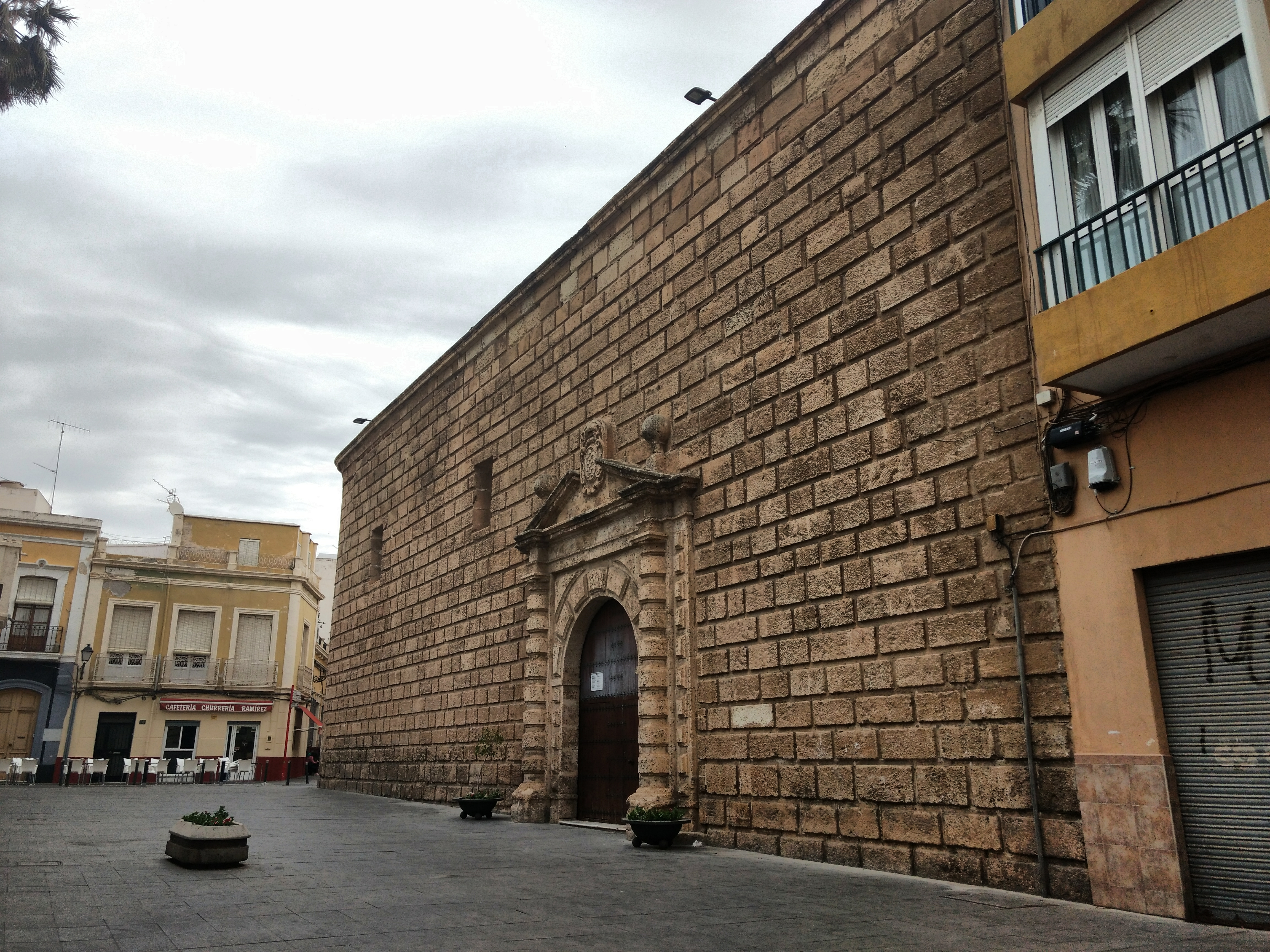

#### Monumentos
Dentro de este barrio histórico existen diferentes zonas y lugares de interés:
- Ubicados entre la calle de La Reina y la calle Real: Real Hospital de Santa María Magdalena, Catedral de Almería, Plaza de la Constitución, Convento de la Purísima Concepción (Las Puras) y convento de Santa Clara.

- En el entorno de la calle Real y el paseo de Almería: Convento de la Santísima Trinidad (ya desaparecido), Convento de Santo Domingo/Santuario de la Virgen del Mar, Escuela de Artes, Teatro Cervantes, Iglesia del sagrado Corazón de Jesús (antigua Compañía de Jesús, hoy convento de las Esclavas de Stmo.), Iglesia de San Pedro (antiguo Convento de San Francisco), calle de las Tiendas, Iglesia de Santiago, Puerta de Purchena (antigua Puerta de Pechina -Bayyana-)

- Cercancos al paseo de Almería y la rambla Federico García Lorca: Mercado Central de Abastos, Teatro Apolo, iglesia de la Sagrada Familia, Compañía de María, IES Celia Viñas.

### Al Hawad o El Aljibe (Pescadería-La Chanca)

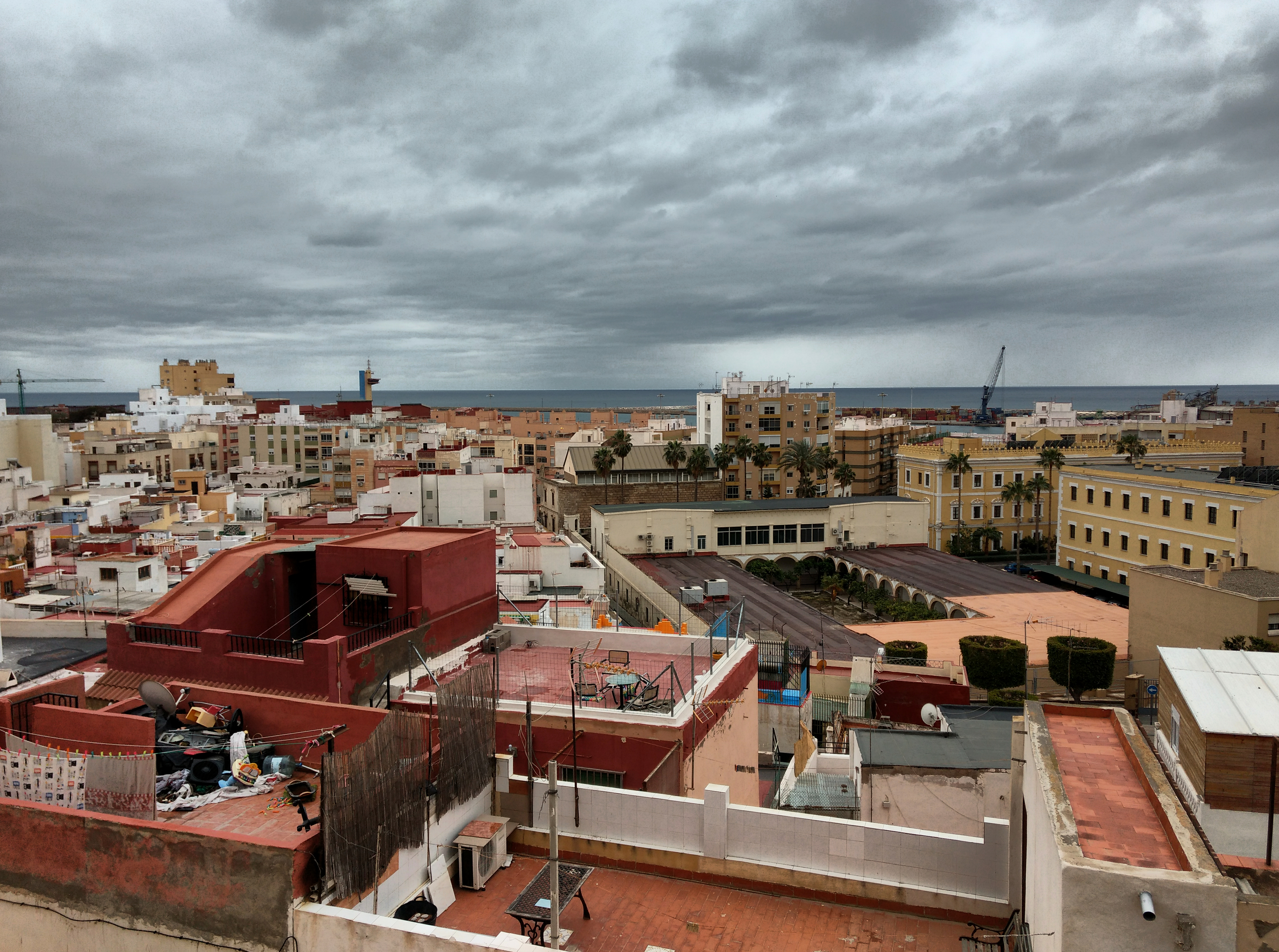

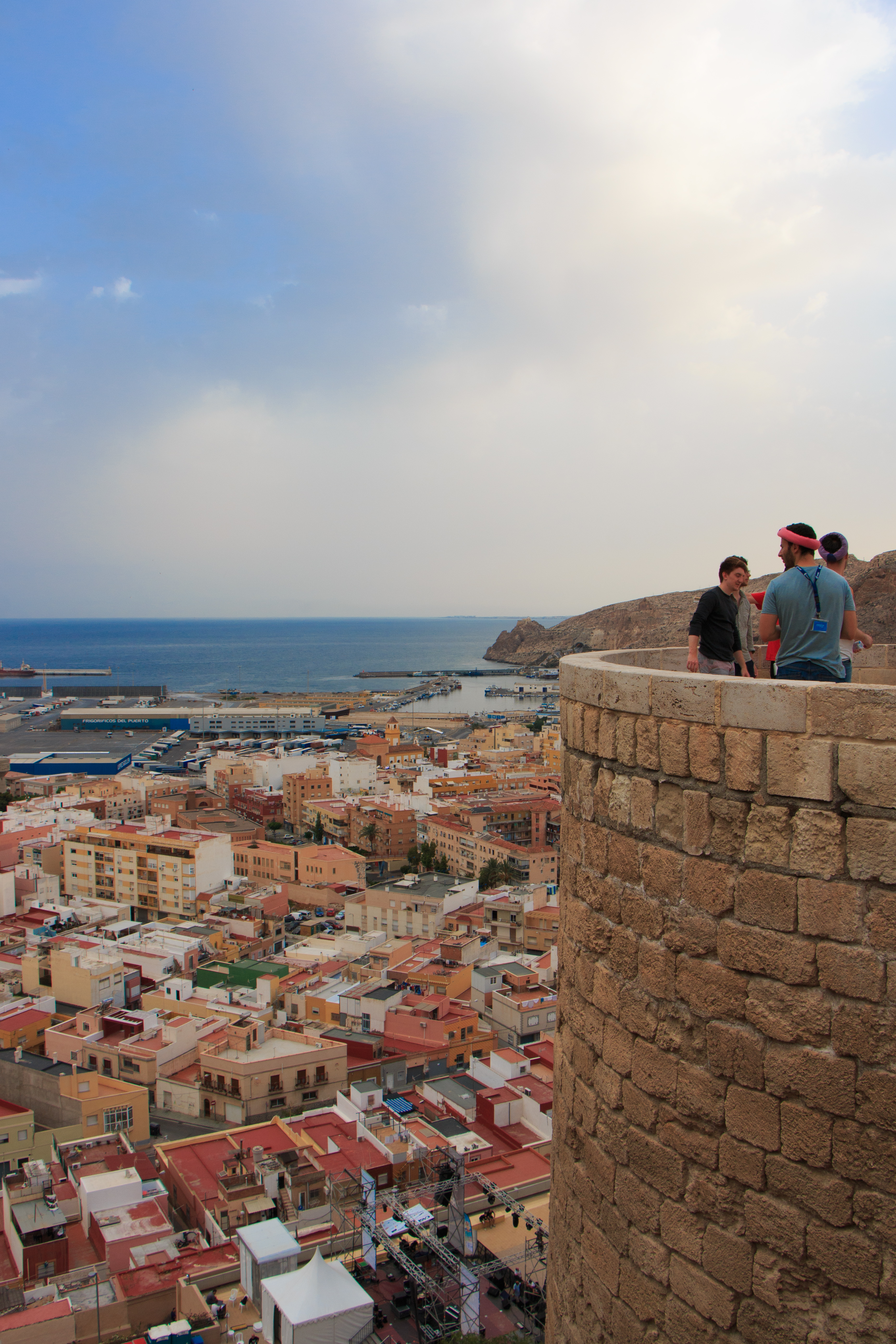

Surge en torno al siglo XII como arrabal extramuros al oeste de la Medina cuando esta aumentó su población y se quedó pequeña. Al igual que ocurriera con el arrabal de la Musalla, también fue amurallado para proteger a sus habitantes, los cuales se agrupaban según su religión o profesión (herreros, pescadores...). Dentro de sus muros se situó la primera y más importante judería de la ciudad, junto al puerto y toda su actividad comercial (especialmente el comercio de la seda). De sus montañas se extrajeron las piedras utilizadas en la construcción de la Alcazaba y otras edificaciones de la ciudad califal y en sus inmediaciones más de 800 telares dieron lugar a una gran industria textil que dio fama a la seda de Al-Ándalus en todo el Mediterráneo y Oriente.
La extensión actual de Pescadería-La Chanca ocupa desde la avenida del Mar (antigua rambla que discurría junto la muralla oeste de la Medina y la Alcazaba) hacia los límites de la ciudad a poniente; y desde las inmediaciones del barranco del Caballar y las cuevas de las estribaciones de la sierra de Gádor, en el norte, hasta el puerto pesquero, en el sur. Tradicionalmente ha sido un barrio de pescadores debido a su cercanía al puerto pesquero de la ciudad y a estos habitantes se debe su nombre actual. Su centro geográfico es la iglesia de San Roque construida sobre una antigua mezquita. El barrio concentra un alto número de población de etnia gitana, así como de religión musulmana y consta de múltiples servicios sanitarios, deportivos y pequeños comercios. Padece una de las tasas de desempleo, pobreza y marginalidad más altas de la provincia. Sin embargo, es cuna de los más destacados artistas de la cultura flamenca almeriense. A este barrio pertenece administrativamente la isla de Alborán. La zona de la Chanca, al norte del barrio, es muy conocida en el exterior por estar presente en obras literarias y periodísticas como las de Juan Goytisolo. Sus calles aún conservan rasgos de la Almería islámica y sus tradicionales casas-cueva.